# Cédric Mongongu
Cédric Mongongu (Kinsasa, Zaire, 22 de junio de 1989) es un futbolista congoleño, naturalizado francés. Juega de defensa pero también puede ocupar la posición de volante defensivo y su actual equipo es el Évian TGFC de la Ligue 1 de Francia. 

## Selección nacional
Ha sido internacional con la Selección de fútbol de la República Democrática del Congo, ha jugado 6 partidos internacionales.

## Clubes
| Club          | País    | Año             |
| ------------- | ------- | --------------- |
| AS Monaco     | Francia | 2007 - 2011     |
| Évian TGFC    | Francia | 2011 - 2015     |
| Eskişehirspor | Turquía | 2015 - Presente |